# 圣皮埃尔和密克隆
圣皮埃尔和密克隆（法語：Saint-Pierre-et-Miquelon，發音：[sɛ̃ pjɛʁ e miklɔ̃] ⓘ）是法国在西北大西洋的海外集體，位于加拿大紐芬蘭與拉布拉多省附近。圣皮埃尔和密克隆群岛由八座岛屿组成，其中最主要的岛屿是聖皮耶島和密克隆島。該群島的幾個主要島嶼中，圣皮埃尔岛面积约26平方千米，大密克隆岛约115平方千米，朗格拉德岛面积约91平方千米。作為法國海外屬地，圣皮埃尔和密克隆也是欧盟的一部分，但是由于特殊的移民程序，非法国公民的欧盟国民不允许在群岛上自由迁徙或者从事商业活动。整個行政區面积242平方千米，各岛多裸露岩丘。气候冷湿多雾。人口5873人（2021年），首府圣皮埃尔人口5282人，多數法国移民后裔，信奉天主教，讲法语。居民多从事渔业和鱼产品加工，另有养狐养貂业。
圣皮埃尔和密克隆是如今法国在其前殖民地新法蘭西仅存统治的地區。

## 历史
1520年，圣皮埃尔和密克隆群岛被葡萄牙人发现。
1536年，法国人雅克·卡蒂埃命名该群岛为圣皮埃尔和密克隆。1604年，法国渔民在此建立第一个永久性居民点。此后200年中，英法交替占领该岛。
1814年，根据《巴黎和约》，该群岛归法国所有，为新法兰西的残存部分。
1946年改为法国海外领土，1976年7月改为法国海外省。2003年成为法国海外集体。
1988年6月、1993年3月，法国民主联盟的热拉尔·格里尼翁连任法国国民议会议员。1995年举行第二轮法国参议院议员选举，保卫共和联盟候选人维克多·雷乌克当选。1997年6月，格里尼翁在第二轮法国国民议会议员选举时，以52.34%的选票再次当选。
2000年6月，法国议会就关于海外省的社会和经济发展等问题的议案进行辩论，同时决定增加该岛的财政自治权。2000年12月法国宪法委员会批准了该议案。

## 地理
聖皮埃爾和密克隆位於紐芬蘭比林半島的西端，由八個島嶼組成，總面積為242平方千米，其中只有兩個島嶼有人居住。
較小的聖皮埃爾島面積26平方千米，是該群島人口最多的商業和行政中心。聖皮埃爾機場自1999年開始運營，能夠容納來自法國的長途航班。
密克隆岛是最大的島嶼，實際上由兩個島嶼組成；大密克隆岛面積110平方千米，通過連島沙洲與91平方千米的朗格拉德岛相連。

## 政治
法国政府任命一名行政长官为其代表，防务由法国负责。立法機關為圣皮埃尔和密克隆领地議会。圣皮埃尔和密克隆群岛在法国国民议会和参议院各选派一名议员。

### 行政區劃
圣皮埃尔和密克隆下分两个市镇：圣皮埃尔和密克隆-朗格拉德，首府位于圣皮埃尔。

## 經濟
居民傳統上通過捕魚和為在紐芬蘭海岸附近作業的捕魚船隊提供服務來謀生。自1992年以來，由於過度捕撈導致魚類資源枯竭、捕撈區域的限制以及加拿大政府對所有鱈魚的捕撈禁令，經濟急劇下滑。
國家對企業和個人再培訓的財政援助抵消了失業率的上升。1999年機場的建設有助於維持建築業和公共工程的活動。聖皮埃爾和密克隆的未來取決於旅遊業、漁業和水產養殖。旅遊業受益於靠近加拿大類似的旅遊區。分銷、公共服務、護理、小批發、零售和手工藝品在商業領域很受歡迎。
由於氣候災害，勞動力市場的特點是季節性強。傳統上，居民在12月至4月期間暫停所有戶外活動（建築、農業等）。1999年的失業率為12.8%，三分之一的就業人員在公共部門工作。由於島民的傳統職業深海捕魚完全停止，就業情況惡化，1990年的失業率降至9.5%。2010年的失業率比2009年有所下降，從7.7%降至7.1%。出口量非常低（佔GDP的5.1%），而進口量很大（佔GDP的49.1%）。島上大約70%的供應品是從加拿大或法國其他地區經新斯科舍進口的。
聖皮埃爾和密克隆貨幣將歐元作為唯一法定貨幣。加拿大元也被廣泛接受和使用。

## 人口
2016年1月人口普查時，總人口為6,008，其中5,412人居住在聖皮埃爾，596人居住在密克隆-朗格拉德。
聖皮埃爾和密克隆的移民率很高，尤其是在年輕人中，他們經常離開學習而不返回。即使在鱈魚漁業大繁榮的時期，人口增長也一直受到地理偏遠、氣候惡劣和土壤貧瘠的制約。

## 交通
多年來，聖皮耶和法國大陸之間沒有直接的空中聯繫。儘管1999年聖皮耶機場的開通旨在克服這一問題，但直到聖皮耶航空公司宣布將於2018年夏季從巴黎開通季節性直飛航班後，才建立了直飛航線。在那之前，所有往返聖皮耶的航班都需經過加拿大。聖皮耶航空的ATR 42客機全年提供飛往蒙特婁、哈里法克斯和聖約翰斯的航班，另外提供季節性班機前往加拿大的马德莱娜群岛、悉尼、斯蒂芬维尔和迪尔莱克。聖皮耶航空亦提供每日數個航班往返聖皮耶與密克隆島。

## 時區
圣皮埃尔和密克隆是採用UTC-3的時區。日光節約時間是採用北美時刻表，以替代法國本土所採用的歐洲時刻表。
下列表格是當標準時間（非日光節約時間）實施時，聖皮耶與密克隆群島與其他不同地方的時刻比較：
| 地點               | 時刻    | 常用時區名稱                       | 協調世界時 |
| ------------------ | ------- | ---------------------------------- | ---------- |
| 巴黎               | 4pm     | 歐洲中部時間（CET）                | UTC+01:00  |
| 伦敦               | 3pm     | 格林尼治標準時間（GMT）            | UTC±00:00  |
| 努克               | 中午    | 格陵蘭西部時間（WGT）              | UTC−03:00  |
| 聖皮耶與密克隆群島 | 中午    | 聖皮耶與密克隆群島標準時間（PMST） | UTC−03:00  |
| 聖約翰斯           | 11:30am | 紐芬蘭島標準時間（NST）            | UTC−03:30  |
| 哈利法克斯         | 11am    | 大西洋標準時間（AST）              | UTC−04:00  |
| 纽约               | 10am    | 北美東部標準時間（EST）            | UTC−05:00  |

## 媒体

### 广播电台
圣皮埃尔与密克隆现有4家FM广播电台，有3家位于圣皮埃尔岛，1家则位于密克隆岛。其中有3家电台属于法国海外广播电视台（RFO）旗下——2家在圣皮埃尔岛，1家在密克隆岛。除了播出自办节目和RFO广播节目之外，这些电台在晚上亦转播France-Inter电台。Atlantique电台则播放法国国际广播电台节目。
圣皮埃尔与密克隆群岛曾经有中波广播，后于2004年停播。

### 电视台
圣皮埃尔与密克隆现有两家隶属法国海外广播电视台（RTO）旗下的两个电视频道：
- 圣皮埃尔与密克隆电视台（频道CH8、31）
- Tempo频道（频道CH6）